# 松光斎長栄
松光斎 長栄（しょうこうさい ちょうえい、生没年不詳）は、明治時代の大阪の浮世絵師。

## 来歴
師系不詳。姓は若林、通称は徳二郎。松光斎あるいは松光亭と号す。明治3年（1870年）ころに大阪の風景を描いた錦絵を残している。大判3枚続の「浪花繁栄東堀鉄橋図」は、明治3年に東横堀川に従来の木造から鉄橋にかけかえられた高麗橋を渡る人々を描いており、その中には西洋人や、当時流行した洋傘を差した女性の姿もみられる。その遠景には大阪城や明治4年（1871年）創業の川崎金吹場（現・大阪造幣局）なども描かれている。

## 作品
- 「浪花繁栄東堀鉄橋図」 大判3枚続　明治3、4年ころ　貨幣博物館、大阪府立図書館、和泉市久保惣記念美術館所蔵

## 参考図書
- 松平進　『上方浮世絵二〇〇年展』図録　日本経済新聞社、1975年
- 日本浮世絵協会編　『原色浮世絵大百科事典』第2巻　大修館書店、1982年
- 『大浮世絵展』企画委員会編　『大浮世絵展』、読売新聞社、2014年